# Lista di guerre civili
Il termine di guerra civile indica genericamente un conflitto combattuto all'interno di uno Stato tra opposte fazioni o formazioni armate ribelli e forze governative in lotta tra loro per il potere politico o il controllo di un'area (vedi la voce guerra civile).

## Elenco alfabetico
- Anarchia inglese 1135-1153, verificatasi in Inghilterra
- Guerra civile in Algeria, 1991-2002
- Guerra civile negli Stati Uniti, 1861-1865
- Guerra civile in Austria, 12-16 febbraio 1934
- Guerra dell'anno del dragone (Giappone), 1868-1869
- Guerra civile in Cina, 1928-1937, 1945-1949
- Guerra civile in Colombia 1964 (in corso)
- Guerra civile in Costa Rica, 1948
- Guerra dei Farrapos (Brasile), 1835-1845
- Guerra delle due rose, c. 1455-1485
- Guerra civile in Inghilterra, 1642-1651
- Guerra civile in Finlandia, 1918
- Guerre francesi di religione, 1562-1598
- Guerra Genpei (Giappone), 1180-1185
- Guerra civile in Grecia, 1946-1949
- Guerra civile in Guatemala, 1960-1996
- Guerre ussite, 1419-1437
- Guerra civile in Indonesia, 1965-1966
- Guerra civile in Irlanda, 1922-1923
- Guerra degli undici anni (Irlanda), una parte della quale è una guerra civile
- Guerra d'indipendenza israeliana, 1947-14 maggio 1948
- Guerra civile di Jementah (Malaysia), 1879
- Guerra Klang, (Malaysia), 1867-1874
- Guerra civile cilena del 1891, 1891
- Guerra civile in Corea, 1950-1953
- Guerra civile in Libano, 1975-1990
- Guerra civile in Liberia, 1990-1997
- Guerra civile in Mozambico (vedi Accordi generale di pace di Roma), 1975-1992
- Guerra civile in Nigeria, 1967-1970
- Guerra Ōnin (Giappone), 1467-1477
- Guerra civile in Pakistan, 1971
- Guerra civile in Paraguay, 1947
- Guerra civile in Portogallo, 1828-1834
- Rivolta di Zebrzydowski (1606-1609) nel Commonwealth polacco-lituano
- Guerre civili di Roma
- Guerra civile in Romania (1989) dopo la caduta di Nicolae Ceaușescu
- Guerra civile in Russia, 1917-1921
- Guerra civile in Ruanda, 1994
- Guerra civile di El Salvador, 1979-1991
- Guerra civile in Scozia, 1644-1652
- Periodo Sengoku (Giappone), 1467-1615
- Guerra civile spagnola, 1936-1939
- Rivolta dei Taiping (Cina), 1851-1864
- Guerra civile dei fratelli (1067-1072) tra re Alfonso di León e re Sancho di Castiglia
- Guerra tra guelfi e ghibellini, Italia, 1176-1325
- Periodo dei tre regni (Cina), 184 (220)-280
- Guerra civile in Vietnam, 1930-1975
- Periodo degli stati belligeranti (Cina), 475 a.C.-221 a.C.
- Guerra della riforma (Messico) 1857-1861
- Guerre dei tre regni (Inghilterra, Irlanda e Scozia) 1639-1651
- Guerre in Jugoslavia, 1991-2001
- Guerra civile Zulu, 1817-1819

## Elenco cronologico
- Periodo degli Stati Combattenti (Cina), 475-221 a.C.
- Guerra civile ateniese, 404 a.C-403 a.C, Atene, Grecia
- Guerra civile di Cartagine, 309-308 a.C.
- Rivolta dei mercenari (Cartagine), 241-237 a.C.
- Guerre civili di Roma
- Periodo dei tre regni (Cina), 184 (220)-280 (vedi anche rivolta del turbante giallo).
- Guerra civile dei fratelli (1067-1072) tra re Alfonso di León e re Sancho di Castiglia)
- Guerra tra guelfi e ghibellini, Italia, 1176-1325
- Epoca delle lotte civili in Norvegia, 1130-1240
- Anarchia inglese (1135-1153), verificatasi in Inghilterra durante il regno di Stefano
- Guerra Genpei (Giappone), 1180-1185
- Guerra dei fratelli ungheresi (1197-1203)
- Guerra civile moscovita in Russia, 1425-1453
- Guerra delle due rose (Inghilterra), circa 1455-1485
- Guerra Ōnin (Giappone), 1467-1477
- Periodo Sengoku (Giappone), 1467-1615
- Guerra dei contadini tedeschi (1524-1526)
- Guerre di religione in Francia, 1562-1598
- Rivolta di Zebrzydowski (1606-1609) nel Commonwealth polacco-lituano
- Guerra dei tre regni (Inghilterra, Irlanda e Scozia), 1639-1651 che comprende:
  - Guerra degli undici anni (Irlanda), una parte della quale è una guerra civile
  - Guerra civile in Scozia, 1644-1652
  - Guerra civile in Inghilterra, 1642-1651
    - Prima guerra civile inglese, 1642–1646
    - Seconda guerra civile inglese, 1648–1649
    - Terza guerra civile inglese, 1650–1651
- Guerre di Vandea (Francia), 1793–1815
- Guerra dei Farrapos (Brasile), 1835-1845
- Guerra della riforma (Messico) 1857-1861
- Guerra civile Zulu, 1817-1819
- Rivolta Taiping (Cina), 1851-1864
- Guerra civile negli Stati Uniti, 1861-1865
- Guerra Klang, 1867 - 1874
- Guerra dell'anno del dragone (Giappone), 1868-1869
- Guerra civile di Jementah, 1879
- Guerra civile in Russia, 1917-1921
- Guerra civile in Finlandia, 1918
- Guerra civile in Irlanda, 1922-1923
- Guerra civile in Cina, 1928-1937, 1945-1949
- Guerra civile in Vietnam, 1930-1975
- Guerra civile in Austria, 12 febbraio-16 febbraio 1934
- Guerra civile in Spagna, 1936-1939
- Guerra civile in Italia, 1943-1945
- Guerra civile in Grecia, 1946-1949
- Guerra civile in Paraguay, 1947
- Conflitto interno in Birmania, 1948-in corso
- Guerra d'indipendenza in Israele, 1947-14 maggio 1948
- Guerra civile in Costa Rica, 1948
- Guerra civile in Corea, 1950-1953
- Guerra civile in Guatemala, 1960-1996
- Guerra civile colombiana, 1964-in corso
- Guerra civile in Indonesia, 1965-1966
- Guerra civile in Nigeria, 1967-1970
- Conflitto nordirlandese, 1968-in corso (ma a bassa intensità)
- Guerra civile in Pakistan, 1971
- Guerra civile in Libano, 1975-1990
- Guerra civile del Mozambico (vedi Accordi di pace di Roma), 1975-1992
- Guerra civile sandinista, 1979-1989
- Guerra della droga di Miami, 1979-1985
- Guerra civile di El Salvador, 1979-1991
- Guerre in Jugoslavia, 1991-2001
- Guerra civile in Tagikistan 1992-1997
- Prima guerra del Congo, 1996-1997
- Seconda guerra del Congo, 1998-2002
- Guerriglia irachena, 2003-in corso
- Guerra messicana della droga, 2006-in corso
- Guerra di Rio de Janeiro della droga, 2009
- Guerra civile siriana, 2011-in corso
- Guerra civile in Iraq, 2014-2017

## Guerre civili contemporanee
- Conflitto interno in Birmania, 1948-ancora oggi
- Violenza interreligiosa in Nigeria, 1953-ancora oggi
- Conflitto corso, 1976-2016, 2022-ancora oggi
- Conflitto curdo-turco, 1978-ancora oggi
- Guerra in Afghanistan, 1978-ancora oggi
- Guerra in Algeria, 1954-1962
- Prima guerra civile in Sudan, 1955-1972
- Guerra civile in Angola, 1974-1989, 1995-1997, 1998-2002
- Seconda guerra civile in Sudan, 1983-2005
- Guerra civile in Burundi, 1988-1991, 1993-2001
- Guerra a Cabinda, 1975-ancora oggi
- Guerra in Cambogia, 1978-1993, 1997-1998
- Conflitto di Casamance (in Senegal), 1982-2014, 2015-ancora oggi
- Guerra in Colombia, 1964-ancora oggi
- Guerra nel Darfur, (in Sudan), 2003-2009, 2010-2020
- Prima guerra del Congo (Zaire), 1996-1997
- Seconda Guerra del Congo (Repubblica Democratica del Congo), 1998-2003
- Guerra in Costa d'Avorio, 1999-2000, 2002-ancora oggi
- Guerra del Donbass, 2014-2022
- Guerra a Timor Est/Indonesia, 1975-1999
- Guerra civile in Georgia, Abcasia, Ossezia meridionale in Georgia, 1991-1993, 2008
- Guerra civile in Guatemala, 1960-1996
- Guerra in Guinea-Bissau, 1998-1999
- Guerra ad Haiti ?-ancora oggi
- Guerra dei Hmong ?-ancora oggi
- Guerra civile in Iraq, 2003-2011, 2014-2017, permangono scontri
- Guerra tra israeliani e palestinesi, 1967-ancora oggi (vedi Territori palestinesi)
- Guerra in Kashmir, 1947-ancora oggi
- Guerra in Kyrgyzstan, ?-ancora oggi
- Guerra in Kurdistan, Iraq (vedi Kurdish Democratic Party, Patriotic Union of Kurdistan) 1961-1970, 1988-2003
- Guerra civile in Liberia, 1989-1996, 1999-2003
- Guerra civile in Nepal, Nepal, 1996-ancora oggi
- Insurrezione islamica nelle Filippine, 1972-1996, 2001-2019
- Guerra civile in Ruanda, 1990-1997
- Prima guerra del Nagorno-Karabakh, 1988-1994
- Conflitto etnico in Sri Lanka, 1983-2001
- Sierra Leone, 1991-2002
- Guerra civile in Somalia, 1986-ancora oggi
- Guerra civile in Sri Lanka, 1983-2009
- Guerra civile in Tajikistan, 1992-1997
- Guerra in Uganda, 1987-ancora oggi
- Guerra in Yemen, 1979-1989, 1994, 2000
- Guerra civile in Etiopia, 1974-1991
- Conflitto nel Chiapas, 1994-ancora oggi
- Guerra del Kosovo, 1998-1999
- Insurrezione islamica nel Maghreb, 2002-ancora oggi
- Prima guerra civile nella Repubblica Centrafricana, 2004-2007
- Conflitto del Kivu, 2004-2009, 2012-2013, 2015-ancora oggi
- Guerra messicana della droga, 2006-ancora oggi
- Guerra di Rio de Janeiro della droga, 2009
- Prima guerra civile in Libia, 2011
- Guerra civile in Siria, 2011-ancora oggi
- Seconda guerra civile nella Repubblica Centrafricana, 2012-ancora oggi
- Guerra del Mali, 2012-ancora oggi
- Seconda guerra civile in Libia, 2014-2020
- Guerra civile dello Yemen, 2014-ancora oggi
- Crisi anglofona in Camerun, 2017-ancora oggi
- Crisi presidenziale in Venezuela del 2019, 2019-2022
- Seconda guerra nel Nagorno-Karabakh, 2020
- Proteste dei contadini indiani del 2020-2021, 2020-2021
- Proteste in Bielorussia del 2020-2021, 2020-2021
- Guerra del Tigrè, 2020-2022
- Proteste per la morte di George Floyd, 2020-2023
- Proteste in Birmania del 2021, 2021-ancora oggi
- Terza guerra civile in Sudan, 2023-ancora oggi
- Guerra ecuadoriana della droga, 2024-ancora oggi